# Milan Škoda
Milan Škoda (* 16. ledna 1986, Praha) je český fotbalový útočník a reprezentant, od ledna 2012 do ledna 2020 působil v SK Slavia Praha. Hrál také v obraně. Jeho otec Milan Škoda byl ligový fotbalista nastupující za Bohemians Praha 1905 a bratr Michal Škoda je rovněž ligový fotbalista. Jeho fotbalovým vzorem je anglický útočník Wayne Rooney. Od listopadu 2016 je nejlepším střelcem Slavie v samostatné české lize. Od srpna 2023 byl hráčem SK Slavia Praha „B“ a mentorem v klubu SK Slavia Praha, od srpna 2025 hraje za ABC Braník.

## Klubová kariéra
Svoji fotbalovou kariéru začal v ČAFC Praha, odkud v průběhu mládeže zamířil do Pragisu Satalice. Následně se vrátil do ČAFC Praha a poté zamířil do Bohemians Praha 1905. V roce 2004 se propracoval do prvního mužstva. V roce 2005 hostoval v Mladé Boleslavi a na jaře 2006 působil na hostování v Sokolu Manětín. Původně nastupoval na postu stopera, avšak v roce 2007 ho trenér Zbyněk Busta přeškolil na útočníka.

### SK Slavia Praha
Před jarní částí ročníku 2011/12 odešel hostovat do Slavie Praha, kam po půl roce přestoupil. 11. května 2013 ve 27. kole Gambrinus ligy 2012/13 zařídil krásným gólem vítězství Slavie 1:0 nad favorizovanou Viktorií Plzeň, když převzal od spoluhráče vybojovaný míč, ustál atak plzeňského obránce a ze střední vzdálenosti napálil míč k tyči. 19. října 2013 v sezóně 2013/14 ho trenér Miroslav Koubek postavil do obrany na místo stopera, zápas s mistrovskou Viktorií Plzeň skončil remízou 1:1. Na začátku sezony 2014/15 jej trenér Miroslav Beránek vrátil z postu stopera na hrot útoku a Škodovi to prospělo, v prvních třech kolech čtyřikrát skóroval, přičemž Slavia tyto zápasy (proti Slovácku, Baníku Ostrava a Liberci) vyhrála. V utkání s Libercem vstřelil 1000. gól Slavie v lize. Díky vydařenému úvodu sezony získal za srpen 2014 ocenění „Hráč měsíce Synot ligy“. 19. prosince 2014 podepsal nový kontrakt do léta 2017. 

21. února 2015 v prvním jarním ligovém kole sezóny 2014/15 vstřelil svůj premiérový hattrick na půdě Slovanu Liberec a výrazně tak přispěl k výhře Slavie 3:1. V ročníku 2014/15 bojoval o korunu nejlepšího kanonýra české nejvyšší ligy, nakonec jeho 19 gólů stačilo pouze na druhé místo za dvacetigólovým vítězem Davidem Lafatou ze Sparty Praha. V září 2015 prodloužil stávající kontrakt do konce ročníku 2017/18.
V létě 2016 měl nabídku na přestup do Číny, která nevyšla. Poté podepsal vylepšenou smlouvu ve Slavii. V listopadu 2016 vstřelil svou 47. ligovou branku v dresu Slavie, čímž se stal jejím nejlepším střelcem v samostatné české lize.
V letech 2017 a 2019 získal se Slavií tituly mistra nejvyšší české soutěže. Titul Slavia získala i v roce 2020, a protože Škoda v této sezóně za Slavii odehrál podzimní část, titul získal také.

### Çaykur Rizespor
Dne 11. ledna roku 2020 Slavia zveřejnila informaci, že Škoda přestupuje do tureckého klubu Çaykur Rizespor. Hned při debutu vstřelil 2 goly (výsledek 2:0) a rozhodl zápas. V sezoně 2019/20 odehrál 17 zápasů a vstřelil 10 branek.

### ABC Braník
Dne 1. srpna 2025 přestoupil do pražského klubu ABC Braník.

### Klubové statistiky
| Tým                       | Sezona                 | Liga   | Liga | Evropské poháry | Evropské poháry | Domácí pohár | Domácí pohár |
| Tým                       | Sezona                 | Zápasy | Góly | Zápasy          | Góly            | Zápasy       | Góly         |
| ------------------------- | ---------------------- | ------ | ---- | --------------- | --------------- | ------------ | ------------ |
| Bohemians Praha 1905      |                        |        |      |                 |                 |              |              |
| 2005/06 (3. liga)         | 10                     | 2      | -    | -               | 1               | 0            |              |
| 2006/07 (2. liga)         | 14                     | 2      | -    | -               | 1               | 1            |              |
| 2007/08                   | 24                     | 4      | -    | -               | 1               | 0            |              |
| 2008/09 (2. liga)         | 26                     | 8      | -    | -               | 2               | 1            |              |
| 2009/10                   | 22                     | 3      | -    | -               | 3               | 1            |              |
| 2010/11                   | 28                     | 8      | -    | -               | 1               | 0            |              |
| 2011/12                   | 14                     | 2      | -    | -               | 2               | 2            |              |
| 2011/12                   | SK Slavia Praha        |        |      |                 |                 |              |              |
|                           | 9                      | 2      | -    | -               | 0               | 0            |              |
| 2012/13                   | 28                     | 4      | -    | -               | 2               | 1            |              |
| 2013/14                   | 26                     | 0      | -    | -               | 4               | 1            |              |
| 2014/15                   | 28                     | 19     | -    | -               | 0               | 0            |              |
| 2015/16                   | 25                     | 14     | -    | -               | 1               | 1            |              |
| 2016/17                   | 29                     | 15     | 4    | 1               | 1               | 0            |              |
| 2017/18                   | 27                     | 11     | 7    | 2               | 3               | 1            |              |
| 2018/19                   | 28                     | 7      | 10   | 2               | 2               | 0            |              |
| 2019/20                   | 14                     | 5      | 4    | 0               | 1               | 4            |              |
| Çaykur Rizespor (Turecko) |                        | 17     | 10   | -               | -               | 2            | 0            |
| Çaykur Rizespor (Turecko) | 2020/21                | 29     | 9    | -               | -               | 0            | 0            |
| FK Mladá Boleslav         | 2021/22                | 24     | 6    | -               | -               | 3            | 0            |
| FK Mladá Boleslav         | 2022/23                | 18     | 4    | -               | -               | 1            | 0            |
| SK Slavia Praha B         | 2023/24 (3. liga)      | 20     | 5    | -               | -               | -            | -            |
| SK Slavia Praha B         | 2024/25 (2. liga)      | 17     | 3    | -               | -               | -            | -            |
| SK Slavia Praha           | 2024/25                | 2      | 0    | -               | -               | -            | -            |
| Celkem 1. liga ČR         | Celkem 1. liga ČR      | 346    | 104  | 25              | 5               | 29           | 13           |
| Celkem 1. liga Turecko    | Celkem 1. liga Turecko | 46     | 19   |                 |                 | 2            | 0            |
| Celkem 2. liga ČR         | Celkem 2. liga ČR      | 57     | 13   |                 |                 |              |              |

pozn.: bilance z domácího poháru je souhrnná u celkové bilance z nejvyšší soutěže

## Reprezentační kariéra
5. června 2015 ho trenér Pavel Vrba poprvé nominoval do A-týmu České republiky ke kvalifikačnímu utkání proti Islandu. Utkání se odehrálo 12. června na stadionu Laugardalsvöllur v Reykjavíku a Škoda do něj nastoupil v 79. minutě, porážce 1:2 zabránit nedokázal.

3. září 2015 nastoupil v Plzni při svém druhém reprezentačním startu do druhého poločasu kvalifikačního utkání proti Kazachstánu. V 74. minutě vstřelil branku, kterou srovnal stav zápasu na 1:1 a v 86. minutě vstřelil vítězný gól, otočil stav zápasu na konečných 2:1. S českým týmem slavil postup na EURO 2016 ve Francii.

### EURO 2016
Trenér Pavel Vrba jej zařadil do závěrečné 23členné nominace na EURO 2016 ve Francii. V úvodním zápase českého týmu proti favorizovanému Španělsku (porážka 0:1) nenastoupil. Ve druhém utkání 17. června proti Chorvatsku se dostal na hřiště ve druhém poločase jako náhradník a v 75. minutě snížil hlavou po centru Tomáše Rosického na 1:2. Čechům se podařilo srovnat na konečných 2:2, zisk bodu jim dával naději na postup do osmifinále. Ve třetím zápase proti Turecku se neprosadil (porážka 0:2). Český tým obsadil se ziskem jediného bodu poslední čtvrté místo základní skupiny D.

### Reprezentační góly a zápasy
Góly Milana Škody za A-tým reprezentace České republiky
| 010                 | 3. 9. 2015  | Doosan Arena, Plzeň, Česko                      | Kazachstán | 01:1 0(74.)  | 2:1 | Kvalifikace na EURO 2016 |
| 02                  | 3. 9. 2015  | Doosan Arena, Plzeň, Česko                      | Kazachstán | 02:1 0(86.)  | 2:1 | Kvalifikace na EURO 2016 |
| 03                  | 27. 5. 2016 | Kufstein Arena, Kufstein, Rakousko              | Malta      | 02:0 00(21.) | 6:0 | přátelský zápas          |
| 04                  | 17. 6. 2016 | Stade Geoffroy-Guichard, Saint-Étienne, Francie | Chorvatsko | 01:2 00(75.) | 2:2 | EURO 2016                |
| Platí k 26. 1. 2017 |             |                                                 |            |              |     |                          |

Zápasy Milana Škody v A-týmu české reprezentace
| 2015                | 7  | 2 |
| 2016                | 8  | 2 |
| 2017                | 3  | 0 |
| 2019                | 1  | 0 |
| Celkem              | 19 | 4 |
| Platí k 23. 3. 2019 |    |   |

## Individuální úspěchy
- získal ocenění „Hráč měsíce Synot ligy“ za srpen 2014, únor 2015 a srpen 2015.[8][24]
- v květnu 2015 získal v anketě KSN ČR ocenění nejlepší útočník Synot ligy 2014/15.[25]